# Alma Joslyn Whiffen-Barksdale
Alma Joslyn Whiffen-Barksdale (Hammonton, 25 de octubre de 1916 - 5 de julio de 1981) fue una micóloga, botánica, y curadora estadounidense, descubridora de la cicloheximida (un agente antihongo, ampliamente utilizado en campos de golf y huertos de cerezos). En 1937, obtuvo su B.Sc. por el Maryville College; y su M.Sc. en botánica, 1939. En 1941, el Ph.D. en botánica y micología, por la Universidad de Carolina del Norte.
Entre 1941 a 1942, tuvo una Beca Carnegie, y en 1951, una Beca Guggenheim.
Entre 1943 a 1952, desarrolló actividades científicas en el Departamento de Estudios con Antibiótico, de la Cía. Upjohn de Kalamazoo, Michigan, y de 1952 a 1976, en el New York Botanical Garden. Se casó con Lane Barksdale.

## Algunas publicaciones
- 1943. New Species of Nowakowskiella and Blastocladia
- 1942. Two New Chytrid Genera
- 1942. A Discussion of Some Species of Olpidiopsis and Pseudolpidium
- 1941. A New Species of Nephrochytrium: Nephrochytrium Aurantium
- 1939. The Cytology of Octomyxa Achlyae